# Simon le Magicien
Pour les articles homonymes, voir Simon.
Pour le film de 1999, voir Simon le magicien (film).
Simon le Magicien ou Simon le Mage ou Simon de Samarie, né à Gitton en Samarie et mort probablement à Rome au Ier siècle, est un mage gnostique, vivant à l'époque du Christ. Il est considéré comme hérétique par la doctrine catholique.

## Biographie

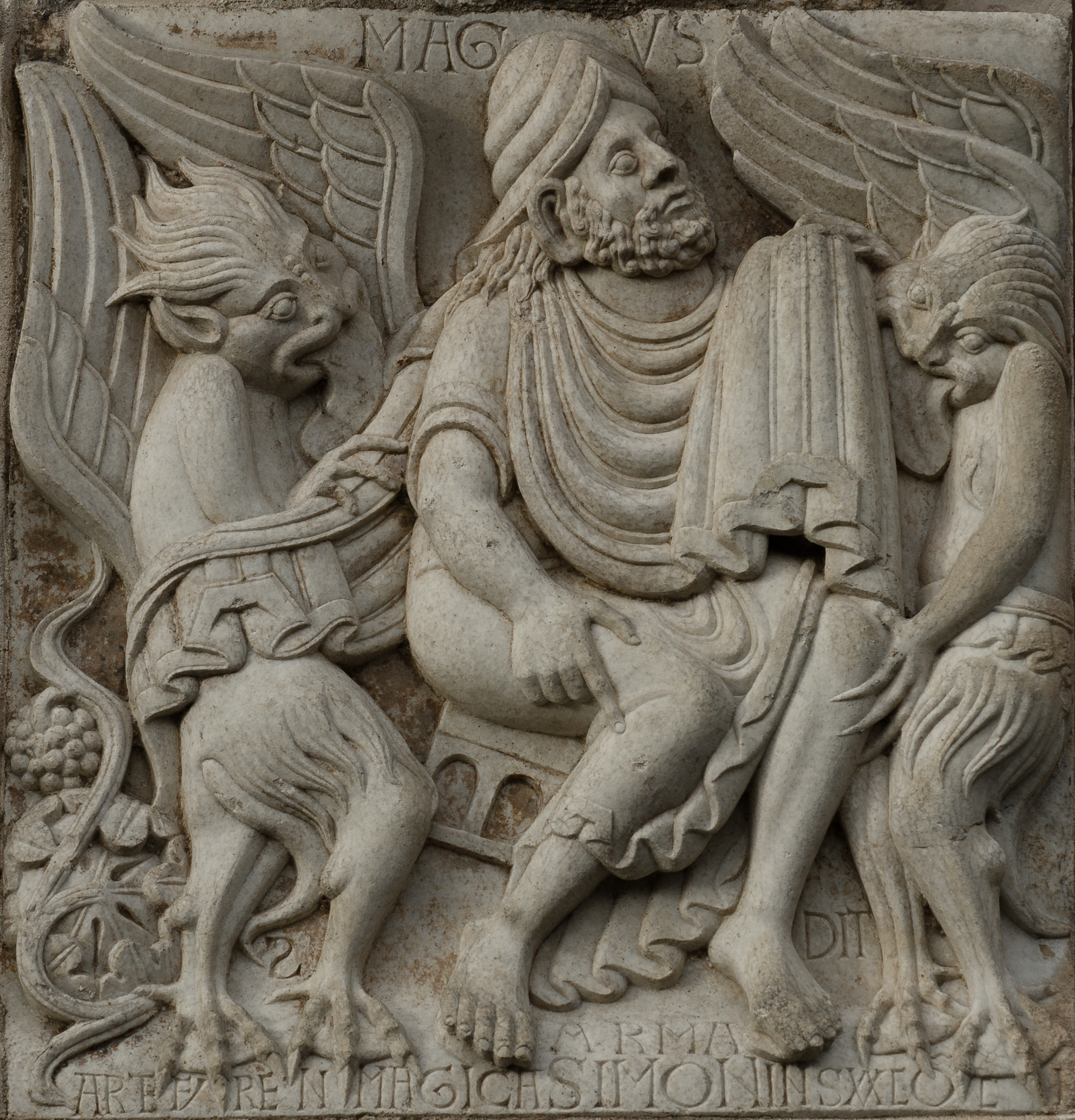
Simon le Magicien, les démons et la naissance de la vigne. Porte Miègeville de la basilique Saint-Sernin.

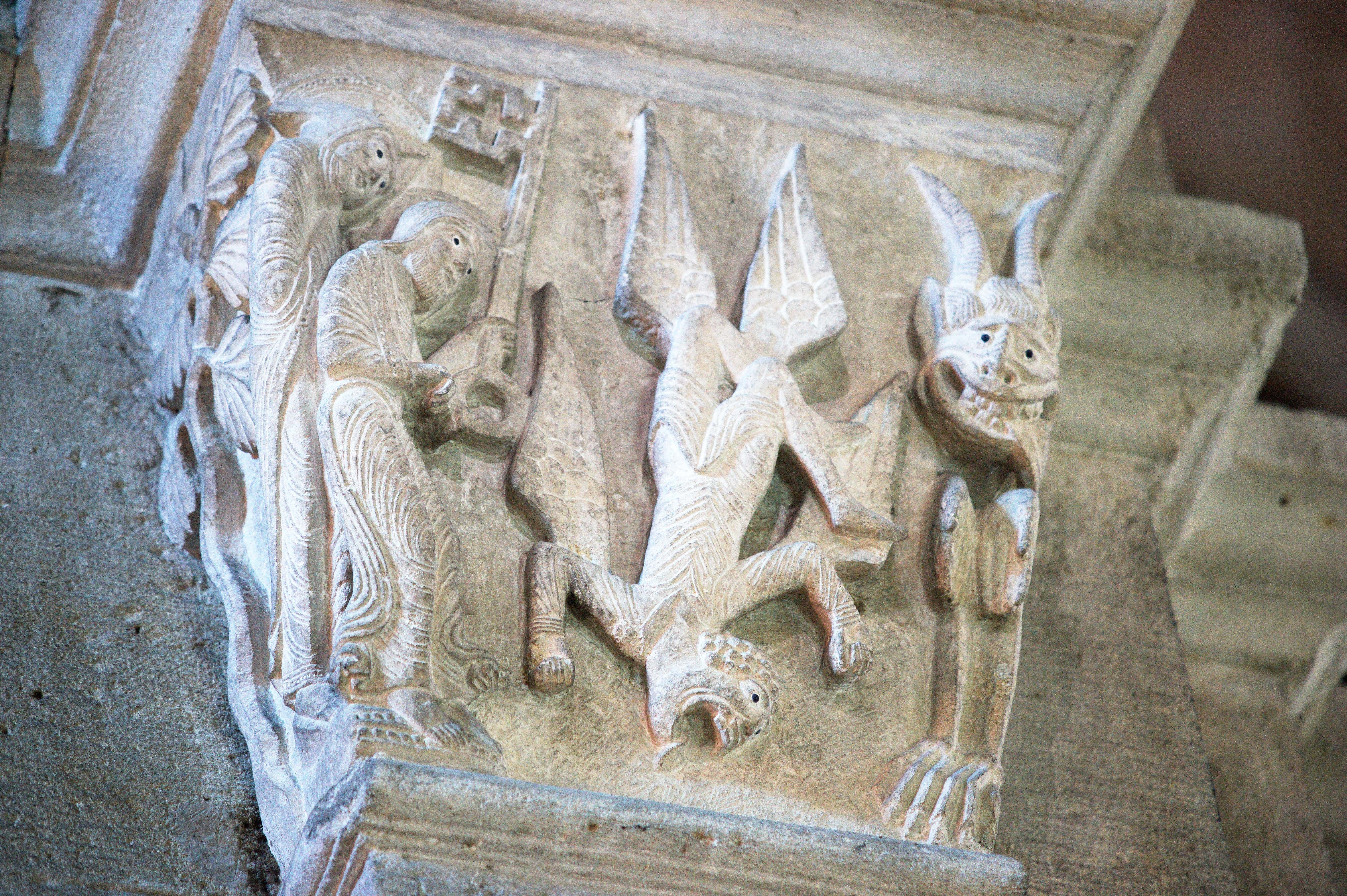
La mort de Simon sur un chapiteau de la cathédrale Saint-Lazare d'Autun (XII).

Les Actes des Apôtres (Ac 8. 4-25), présentent Simon comme un mage à succès en Samarie. Un texte apocryphe le présente comme une sorte d’émanation divine. Il aurait séduit la foule en s'envolant dans le ciel (Actes de Pierre, 32). L'Apôtre Pierre aurait alors invoqué le nom de Jésus et provoqué sa chute. Le thème du combat aérien entre les défenseurs de deux systèmes religieux antagonistes se retrouve dans la littérature rabbinique (Phinées contre Balaam) et dans les Toledot Yeshu (les engendrements de  Jésus). Selon l'historien Thierry Murcia : « Quoique l’épisode du combat entre Pierre et Simon le Mage (cycle 2) soit le plus anciennement attesté, il semble logique de penser que le récit (les récits) des Toledot (cycle 3) dépende plutôt – initialement – des légendes juives se rapportant à Balaam (cycle 1) ».
Selon les Actes des Apôtres, après avoir été baptisé par Philippe, Simon le Magicien veut acheter à Pierre son pouvoir de faire des miracles (Ac 8. 9-21), ce qui lui vaut la condamnation de l'apôtre : « Que ton argent périsse avec toi, parce que tu as pensé acquérir avec de l'argent le don de Dieu. ». La référence à cette histoire est la source du terme « simonie ». Le juron québécois « simonac » (prononciation populaire de « simoniaque ») provient de son nom, et n'est donc pas un blasphème pour l'Église catholique.
Selon Justin et Irénée de Lyon, deux apologètes du IIe siècle, Simon vient du village samaritain de Gitta et il est appelé Zeus par les simoniens, et sa compagne Hélène est appelée Athéna.
Ils déclarent également qu'une statue a été érigée en l'honneur de Simon par Claude sur une île du Tibre, là où deux ponts se croisent, avec l'inscription « Simoni Deo Sancto » (« à Simon Dieu saint »). Au XVIe siècle, une statue a effectivement été mise au jour sur l'île décrite. En revanche, l'inscription est adressée à « Semo Sancus », une divinité sabine. Ceci conduit les historiens à penser que Justin le Martyr a confondu « Semo Sancus » et Simon.
Ses débats et polémiques avec Pierre sont abondamment cités dans le roman pseudo-clémentin.
Le « Récit en vers de la première croisade d’après Baudri de Bourgueil » place le lieu de ce débat à Antioche que les auteurs assiègent. L'auteur de cette chanson de croisade en fait le symbole du combat de la chrétienté, représentée par Pierre, contre toutes les formes de paganisme. Déplaçant la ville du texte de Baudri parlant de Nicée, à Antioche.
Comme pour de nombreux penseurs antiques, deux versions de sa mort existent, toutes deux légendaires et destinées à en faire le prolongement de sa vie.

## Idées gnostiques
Jacques Lacarrière situe Simon le Mage dans ces termes au sein du courant gnostique : « La gnose apparaît dans l’histoire dès les premiers siècles du christianisme, prêchée par un personnage que mentionnent les Actes des Apôtres du nom de Simon le Mage. On y trouve déjà les principes essentiels qui la caractérisent : la création du monde est l'œuvre d’un faux Dieu, le vrai Dieu est inconnu de l’homme, le monde n’est là que pour le séparer de Lui. Pour Simon le Mage, le seul moyen pour l’homme de briser l’illusion du monde et d’atteindre la plénitude est de vivre librement ses désirs. Le désir, sous toutes ses formes, est la seule part divine qui réside en l’être humain ».

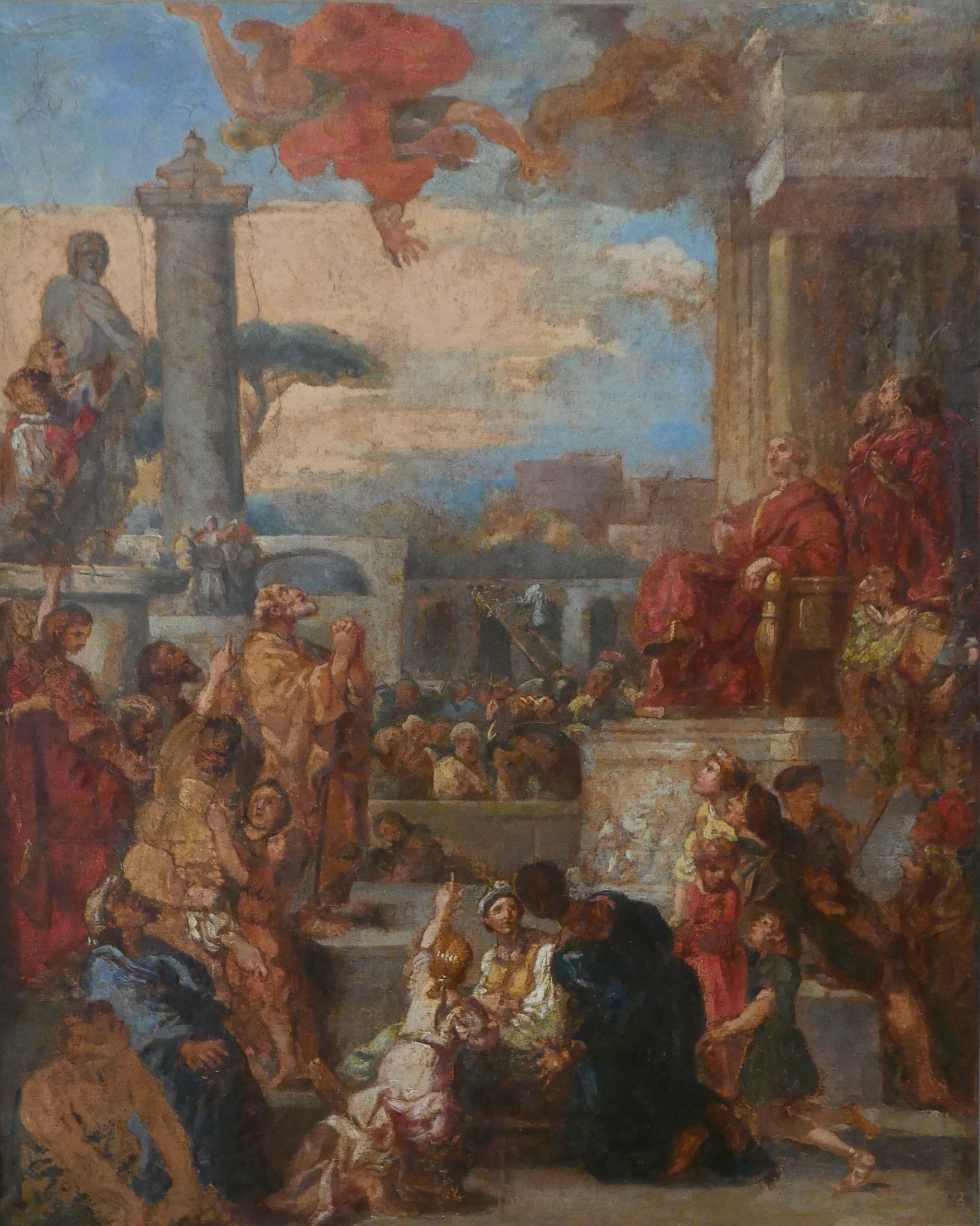
La Chute de Simon-le-Magicien. Copie anonyme d'une toile de Sébastien Bourdon (ap. 1658). Musée Fabre, Montpellier.

Selon Rémi Gounelle, à la tradition narrative (les actes de Pierre) opposant la figure de Simon et celle de Pierre, s'ajoute « une autre tradition, non narrative, [qui] se met en place dans le cadre de la lutte contre les hérétiques ; elle fait de Simon le père du gnosticisme et de toutes les hérésies.
Au IIe siècle, en effet, un écrit a été attribué à Simon : l’ « Apophasis mégalè », ou « Grande révélation ». Or, les maigres informations conservées sur ce texte révèlent une pensée ésotérique ou gnostique qui prend appui sur des sentences bibliques, sur l’ « Odyssée » et sur des philosophes grecs. Bien que certains auteurs attribuent ce texte à un courant gnostique remontant au Simon historique, il paraît plus prudent de s’en tenir à une composition du milieu du IIe siècle, faisant de Simon le Magicien le révélateur privilégié d’une doctrine secrète ».
Au contraire de cette lecture, Simon le magicien, dans la doctrine chrétienne, ayant voulu substituer à la grâce d'un Dieu transcendant sa volonté propre d'obtenir un pouvoir supérieur, et ayant persévéré dans ce choix malgré l'opposition de Pierre, n'aurait pu que conserver son pouvoir occulte, issu d'une autre origine, l'ayant donc conduit à nouer, consciemment ou inconsciemment, des liens avec les démons.
Le christianisme regarde donc Simon comme ayant transgressé le premier commandement des tables de la loi de Moïse.

## Personnage de fiction
Jean-Claude Carrière a fait de lui le personnage central de son roman Simon le Mage, Plon, 1993 (dont l'action est située au Ier siècle).
Il est également évoqué dans le film La Voie lactée (1969) de Luis Buñuel, coscénarisé par Jean-Claude Carrière.
Aussi, il est le personnage principal de la nouvelle Simon, le mage dans le livre Encyclopédie des morts de l'auteur serbe Danilo Kiš.
Il est fait mention dans le film "Le Saint" de 1997 avec Val Kilmer, que le personnage principal se nomme Simon, en rapport avec Simon le magicien.